# Società scientifica

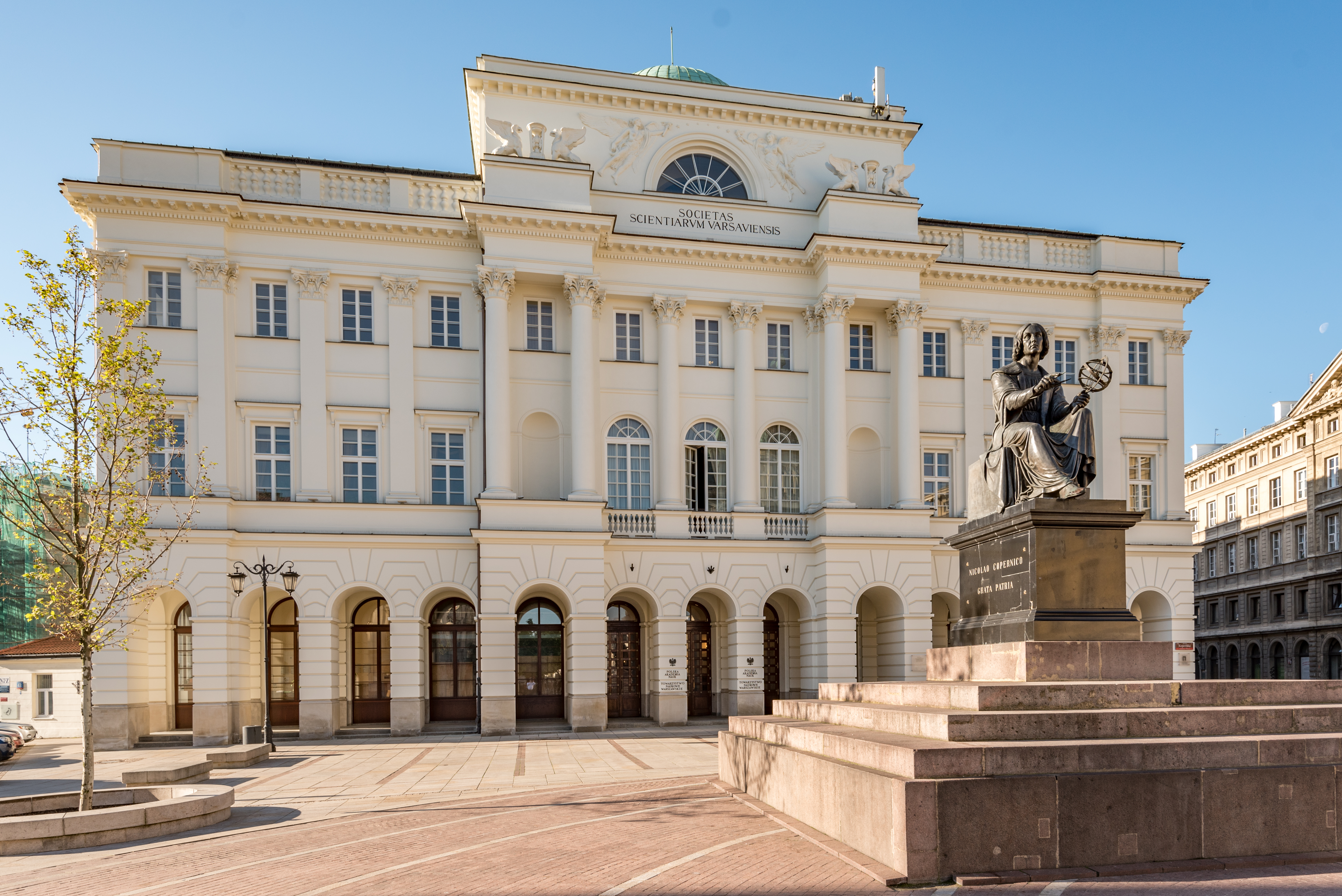
L'Accademia polacca delle scienze di Varsavia

Una società scientifica o società accademica è un'organizzazione che promuove una disciplina accademica, una professione o un gruppo di discipline correlate come le arti e la scienza.

## Storia
Le società scientifiche potrebbero risalire al Trecento, come conferma ad esempio l'Académie des Jeux floraux, fondata nel 1323 ad opera dei Consistori del Gay Saber francesi. Anni più tardi si diffusero in tutta Europa altre accademie sui generis come la Sodalitas Litterarum Vistulana, inaugurata nel 1488,   l'Académie Française (fondata nel 1635), la tedesca Accademia Cesarea Leopoldina, esistente dal 1652, la Royal Society of London, che risale al 1660 e l'Accademia francese delle scienze, avviata nel 1666. Anche l'Italia conta alcune organizzazioni di questo tipo, come ad esempio l'Accademia della Crusca e quella dei Lincei, attive rispettivamente dal 1583 e il 1603.

## Caratteristiche
La maggior parte delle società scientifiche sono organizzazioni senza scopo di lucro e composte da professionisti. Esse si occupano di avviare conferenze periodiche per la presentazione e la discussione di nuovi risultati di ricerca e la pubblicazione o la sponsorizzazione di riviste accademiche. Alcuni istituti di questo tipo fungono anche da organismi professionali, regolando le attività dei loro membri nell'interesse pubblico o in quello dei suoi membri.